# Southampton
För andra betydelser, se Southampton (olika betydelser).
Southampton (engelskt uttal: [saʊθˈ(h)æmptən]

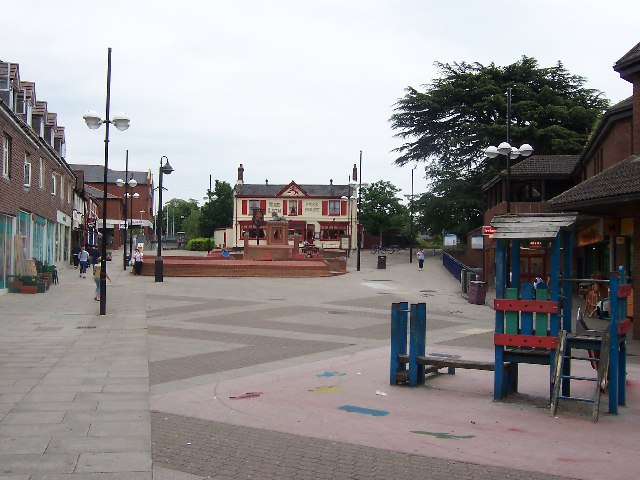
Torg i Southampton.

 ( lyssna)) är en stad i grevskapet Hampshire i södra England. Staden ligger cirka 110 kilometer sydväst om London och cirka 25 kilometer nordväst om Portsmouth. Den ligger i enhetskommunen City of Southampton. Tätorten (built-up area) hade 249 604 invånare vid folkräkningen år 2021.
Southampton har ett antal förorter, bland annat Bassett, Bitterne, Millbrook, Shirley, Swaythling och Wollston.
Staden blev kraftigt bombad av tyskarna under andra världskriget, och många historiska byggnader ödelades. Delar av den gamla stadsmuren finns bevarad liksom stadsporten Bargate i den norra delen av muren.
University of Southampton och Southampton Solent University (tidigare Southampton Institute) är de främsta läro- och forskningscentrumen i staden. Ordnance Survey, det brittiska kartverket, har sitt högkvarter i staden.
Hamnen är den viktigaste på Englands sydkust och används både för kommersiell trafik och för fritidsbåtar.

## Historia
Man har hittat spår efter bosättningar från stenåldern i området, men den första permanenta bebyggelsen är från romersk tid. Staden är känd som Clausentrum och var hamnstad för Winchester och Salisbury.
Anglosaxarna flyttade stadens centrum över floden Itchen, till platsen där staden ligger idag. Southampton fortsatte att vara en viktig hamn. År 1014 ska Knut den store ha besegrat den anglosaxiska kungen Ethelred II. Det var också under detta slag Knut sägs ha bestämt tidvattnet att stoppa. Efter normandernas erövring av England blev Southampton den viktigaste hamnen för transport mellan Winchester, som var Englands huvudstad under denna period, och Normandie.
Southampton nämndes i Domedagsboken (Domesday Book) år 1086, och kallades då Hantone/Hantune.

## Geografi och klimat
Southamptons geografi är starkt influerat av havet och floderna. Staden ligger på den norra delen av Southampton Water, en översvämmad floddal. På platsen går också de två floderna Test och Itchen ihop. Test, som har ett rikt liv av lax, rinner längs den västra kanten av staden, medan Itchen delar Southampton i två delar; öster och väster. Stadens centrum ligger på en halvö mellan de två.

## Sport
Southamptons fotbollslag heter Southampton FC, men kallas ofta The Saints (helgonen). Southampton FC har såväl dam- som herrlag. Herrlaget spelar i Premier League.